# Lista över avsnitt av Sune och hans värld
Lista över avsnitt av Sune och hans värld baserad på Anders Jacobssons och Sören Olssons verk om Sune. Serien sändes ursprungligen i SVT:s Allra mest tecknat  under perioden 26 januari 2002-8 mars 2003.

## Avsnitt
| Nr i serien | Titel                              | Originalvisning   |
| ----------- | ---------------------------------- | ----------------- |
| 1           | "Inte onormalt normal"             | 26 januari 2002   |
| 2           | "Den siste pojkscouten"            | 9 februari 2002   |
| 3           | "Ingenting blir som man tänkt sig" | 16 februari 2002  |
| 4           | "Din röst i etern"                 | 23 februari 2002  |
| 5           | "Att angöra en pool"               | 2 mars 2002       |
| 6           | "Jag vill också vara rockstjärna"  | 9 mars 2002       |
| 7           | "Kalla mig Sunée"                  | 16 mars 2002      |
| 8           | "Ett kvalfyllt val"                | 23 mars 2002      |
| 9           | "Imse vimse spindel"               | 30 mars 2002      |
| 10          | "Den mystiska pussen"              | 6 april 2002      |
| 11          | "Buss på villovägar"               | 13 april 2002     |
| 12          | "Elementärt, min käre Sune"        | 20 april 2002     |
| 13          | "Min sköna kleptoman"              | 27 april 2002     |
| 14          | "Mitt liv som Sunes hund"          | 7 september 2002  |
| 15          | "Dum, dummare, dummast"            | 14 september 2002 |
| 16          | "Livet är en picknick"             | 21 september 2002 |
| 17          | "Flaskposten"                      | 28 september 2002 |
| 18          | "Söta Fröken Fräken"               | 5 oktober 2002    |
| 19          | "Sämst på att vara värst"          | 12 oktober 2002   |
| 20          | "Hellre ensam hemma"               | 25 januari 2003?  |
| 21          | "Sune i klistret"                  | 1 februari 2003   |
| 22          | "Vita lögner"                      | 8 februari 2003   |
| 23          | "Kärlek och gamla sopor"           | 15 februari 2003  |
| 24          | "Trassel på nätet"                 | 22 februari 2003  |
| 25          | "I nöd och lust"                   | 1 mars 2003       |
| 26          | "Nya grannar"                      | 8 mars 2003       |

### Fotnoter
1. ↑  ”Sune och hans värld”. Svensk mediedatabas. http://smdb.kb.se/catalog/search?q=%22Sune+och+hans+v%C3%A4rld%22+typ%3Atv&sort=OLDEST. Läst 28 mars 2015.